# 小沃夫恰
50°21′13″N 37°16′1″E / 50.35361°N 37.26694°E
小沃夫恰（烏克蘭語：Мала Вовча）是位於烏克蘭東部的村莊，由哈爾科夫州丘胡伊夫区的沃夫昌斯克市鎮負責管轄。該村處於沃夫恰河畔，始建於1685年，面積0.24平方公里，海拔高度117米，2001年人口563。